# التهاب اللفافة اليوزيني
التهاب اللفافة اليوزيني هو مرضٌ نادراكتشف عام 1974, يسمى أيضا متلازمة شولمان، يتميزعن تصلب الجلد في المقام الأول أنه يفتك باللفافة وليس الأدمة، ولا يمكن ملاحظة ظاهرة رينو وتوسع الشعيرات.

## الأعراض
يعاني مرضى التهاب اللفافة اليوزيني من:
- آلام حادة
- تورمات
- يكون مظهر الجلد مثل قشر البرتقال[3]

## العلاج
يتم علاج مرض التهاب اللفافة اليوزيني بالأدوية التي تحتوي على الكورتيزون مثل بريدنيزون ,و قد تستخدم أدوية الأخرى مثل الهيدروكسى كلوروكين، ومن الجيد اكتشافه مبكرا وعلاجه إذا لم يكن هناك احتشاء

## علم الأوبئة
مرض التهاب اللفافة اليوزيني هو أكثر شيوعا بين الرجال (20-60)، ويظهر غالبا في الأطفال